# Kromtestraal

De kromtestraal in een punt van een vlakke kromme is een maat voor de kromming in dat punt. Hoe groter de kromtestraal, hoe minder gekromd de kromme is. De kromtestraal in een punt is de straal van de osculatiecirkel in dat punt aan de kromme.

## Parametervergelijking
Voor een willekeurige enkelvoudig geparametriseerde kromme {\displaystyle C=\{(x,y)\mid x=x(t),\,y=y(t)\}} zal de kromtestraal van punt tot punt verschillen. De mate van kromming van een kromme kan beschreven worden door de straal van de cirkel die in het beschouwde punt het best bij de kromme aansluit. Het middelpunt van die cirkel heet krommingsmiddelpunt. Het is het snijpunt van de loodlijnen op de raaklijnen in {\displaystyle (x(t),y(t))} en {\displaystyle (x(t+\mathrm {d} t),y(t+\mathrm {d} t))}. Daaruit volgt voor de kromtestraal {\displaystyle \rho }:
{\displaystyle \rho (t)=\left(1+\theta ^{2}(t)\right)^{\frac {3}{2}}\left|\ {\frac {\mathrm {d} x}{\mathrm {d} t}}{\big /}{\frac {\mathrm {d} \theta }{\mathrm {d} t}}\ \right|},
waarin
{\displaystyle \theta (t)={\frac {\mathrm {d} y}{\mathrm {d} x}}={\frac {\mathrm {d} y}{\mathrm {d} t}}{\big /}{\frac {\mathrm {d} x}{\mathrm {d} t}}}
de richtingscoëfficiënt van de raaklijn is.
De formule voor de kromtestraal kan ook worden geschreven als:
{\displaystyle \rho (t)={\frac {\left({x'}^{2}+{y'}^{2}\right)^{\frac {3}{2}}}{\left|\ y''x'-y'x''\ \right|}}}
waarin de accenten de afgeleiden voorstellen.

## Functie
Als de kromme door de functie {\displaystyle y=f(x)} wordt beschreven, is
{\displaystyle \rho =\ \left|\ {\frac {(1+y'^{2})^{\frac {3}{2}}}{y''}}\ \right|}

## Eenheidscirkel
Voor de eenheidscirkel geldt:
{\displaystyle \theta (t)={\frac {\mathrm {d} y}{\mathrm {d} x}}=-\cot(t)}
zodat de kromtestraal gelijk is aan:
{\displaystyle \rho (t)=(1+\cot(t)^{2})^{\frac {3}{2}}\ \left|\ {\frac {-\sin(t)}{1+\cot(t)^{2}}}\ \right|=1}